# Marija Petrowna Maksakowa
Marija Petrowna Maksakowa (russisch Мария Петровна Максакова; * 26. Märzjul. / 8. April 1902greg. in Astrachan; † 11. August 1974 in Moskau) war eine sowjetische Opernsängerin (Alt).

## Werdegang
Maksakowa sang als Kind im Kirchenchor. Nach kurzer Ausbildung ab 1919 durch ihren späteren Ehemann, den Bariton und Musikpädagogen Maximilian Maksakow (eigentlich Max Schwarz, 1869–1936), kam sie bereits 1919 an das Opernhaus von Astrachan, wo sie als Olga in Tschaikowskis Eugen Onegin debütierte und in den kommenden drei Jahren eine Vielzahl an Rollen sang. 1923 wurde sie an das Bolschoi-Theater in Moskau berufen. Dort debütierte sie mit großem Erfolg als Amneris in Aida. In den folgenden drei Jahrzehnten gehörte sie zu den führenden künstlerischen Kräften dieses Theaters und gab regelmäßig Gastspiele in den Opernhäusern von Leningrad, Kiew, Odessa. Außerordentliche Leistungen erreichte sie unter anderen als Marina in der Oper Boris Godunow von Modest Mussorgski, als Marfa in der Oper Chowanschtschina des gleichen Komponisten, in Carmen von Georges Bizet. Von 1925 bis 1927 war Maksakowa am Opernhaus von Leningrad engagiert. Sie kehrte jedoch an das Bolschoi-Theater zurück, dem sie bis zum Ende ihrer Bühnenlaufbahn 1953 die Treue hielt. Von 1936 bis 1939 trat sie unter anderem in der Titelrolle von Tosca in Gastspielen in Polen auf. 1939 feierte sie in der Uraufführung des Werkes Jemeljan Pugatschow, Don-Kosake und Anführer des nach ihm benannten Bauernaufstandes von 1773 bis 1775, des Komponisten Marian Victorowitsch Kowal einen großen Erfolg. 1941 rief sie höchste Bewunderung durch ihre Interpretation des Schumann-Liedzyklus Frauenliebe und -leben in Moskau hervor. In ihrer Spätphase arbeitete Maksakowa als Gesangspädagogin. Sie war unter anderem die Lehrerin von Valentina Levko.
Die Schauspielerin Ljudmila Wassiljewna Maksakowa ist die Tochter, die Sängerin und TV-Moderatorin Marija Petrowna Maksakowa-Igenbergs die Enkelin von Marija Petrowna Maksakowa.

## Ehrungen
Maksakowa wurde dreimal mit dem Staatspreis der Sowjetunion ausgezeichnet. 1971 erhielt sie den Titel „Volkskünstlerin der UdSSR“. 1972 erhielt sie den Robert-Schumann-Preis der Stadt Zwickau.